# Монтебелло (Нью-Йорк)
Монтебелло (англ. Montebello) — селище (англ. village) в США, в окрузі Рокленд штату Нью-Йорк. Населення — 4507 осіб (2020).

## Географія
Монтебелло розташоване за координатами 41°7′51″ пн. ш. 74°6′36″ зх. д. / 41.13083° пн. ш. 74.11000° зх. д. (41.130795, -74.110078).  За даними Бюро перепису населення США в 2010 році селище мало площу 11,28 км², з яких 11,26 км² — суходіл та 0,02 км² — водойми.

## Демографія
Згідно з переписом 2010 року, у селищі мешкало 4526 осіб у 1499 домогосподарствах у складі 1234 родин. Густота населення становила 401 особа/км².  Було 1557 помешкань (138/км²).
Расовий склад населення:
| - 88,3 % — білих - 5,7 % — азіатів - 3,2 % — чорних або афроамериканців - 0,1 % — корінних американців |

До двох чи більше рас належало 2,1 %. Частка іспаномовних становила 5,5 % від усіх жителів.
За віковим діапазоном населення розподілялося таким чином: 29,2 % — особи молодші 18 років, 55,8 % — особи у віці 18—64 років, 15,0 % — особи у віці 65 років та старші. Медіана віку мешканця становила 43,7 року. На 100 осіб жіночої статі у селищі припадало 93,1 чоловіків;  на 100 жінок у віці від 18 років та старших — 89,2 чоловіків також старших 18 років.
Середній дохід на одне домашнє господарство  становив 203 664 долари США (медіана — 132 614), а середній дохід на одну сім'ю — 241 127 доларів (медіана — 179 875). За межею бідності перебувало 1,7 % осіб, у тому числі 0,0 % дітей у віці до 18 років та 1,5 % осіб у віці 65 років та старших.
Цивільне працевлаштоване населення становило 2382 особи. Основні галузі зайнятості: освіта, охорона здоров'я та соціальна допомога — 35,1 %, науковці, спеціалісти, менеджери — 14,9 %, фінанси, страхування та нерухомість — 11,5 %.